# 石塚知生
石塚 知生（いしづか ともき 、1972年12月10日 - ）は、日本の作曲家、編曲家。大阪府堺市出身。

## 提供作品
阿部芙蓉美
- 「さみしいときはどうしている」（谷本新と共編曲・キーボード）

絢香
- 「Peace loving people」（編曲）

上戸彩
- 「心ぽかぽか」（編曲・キーボード）
- 「君が笑うと世界が笑う」（編曲・キーボード）

Every Little Thing
- 「Reason」（Every Little Thingと共編曲）
- 「Just be you」（Every Little Thingと共編曲）

GIRL NEXT DOOR
- 「偶然の確率」（GIRL NEXT DOORと共編曲・キーボード）
- 「Breath」（GIRL NEXT DOORと共編曲・キーボード）
- 「red ribbon 〜運命の人〜」（GIRL NEXT DOORと共編曲・キーボード）
- 「Drive away」（GIRL NEXT DOORと共編曲・キーボード）
- 「幸福の条件」（GIRL NEXT DOORと共編曲・キーボード）
- 「情熱の代償」（GIRL NEXT DOORと共編曲・キーボード）
- 「ESCAPE」（GIRL NEXT DOORと共編曲・キーボード）
- 「Winter Game」（GIRL NEXT DOORと共編曲・キーボード）
- 「Power of love」（GIRL NEXT DOORと共編曲・キーボード）
- 「Fine after rain」（GIRL NEXT DOORと共編曲・キーボード）
- 「Winter Garden」（GIRL NEXT DOORと共編曲・キーボード）
- 「Climber's high」（GIRL NEXT DOORと共編曲・キーボード）

Kiroro
- 「幸せの種 〜Winter version〜」（編曲・キーボード）
- 「みんなへ」（編曲）
- 「みんなあなたを愛してる」（編曲）
- 「南の風」（編曲・キーボード）
- 「紅芋娘」（アコースティック・ギター）

クリス・ハート
- 「いのち 〜My song for you〜」（編曲・キーボード）

小柳ルミ子
- 「あなたに麒麟」（作曲・編曲）

佐田真由美
- 「upper love」（編曲）

柴咲コウ
- 「素直」（編曲）
- 「糸」（編曲）
- 「未来へ」（編曲）

ソニン
- 「ADA BOY & DA GIRL」（編曲・キーボード・ギター）

ZONE
- 「アルバム」（編曲）

玉城千春
- 「Harmony+」（編曲・キーボード）
- 「Two Hats」（編曲・キーボード）
- 「朝日」（編曲・キーボード）

day after tomorrow
- 「faraway」（五十嵐充と共編曲・キーボード）
- 「Stay in my heart」（day after tomorrow、五十嵐充と共編曲・キーボード）
- 「naturally」（day after tomorrow、五十嵐充と共編曲・キーボード）
- 「Smartly」（day after tomorrowと共編曲・キーボード）
- 「追伸」（day after tomorrowと共編曲・キーボード）
- 「melody」（day after tomorrow、五十嵐充と共編曲・キーボード）
- 「Sentence」（day after tomorrow、五十嵐充と共編曲・キーボード）
- 「FUNNY DAYs」（day after tomorrow、五十嵐充と共編曲・キーボード）
- 「flower of youth」（day after tomorrow、五十嵐充と共編曲・キーボード）
- 「タイムマシーンで連れ出して」（day after tomorrow、五十嵐充と共編曲・キーボード）
- 「フィットネス」（day after tomorrow、五十嵐充と共編曲・キーボード）

DEEN
- 「会いたい」（編曲）

夏川りみ
- 「ウンジュの原点」（編曲・ピアノ）

乃木坂46
- 「Out of the blue」（編曲）
- 「君に叱られた」（編曲）
- 「好きになってみた」（youth caseと共編曲）

茉奈 佳奈
- 「夢の画用紙」（編曲）

松田聖子
- 「Why say goodbye」（小倉良と共編曲・キーボード）
- 「KissしてX'mas」（小倉良と共編曲・キーボード）
- 「悲しい秘密」（小倉良と共編曲・キーボード）

ミニモニ。
- 「すき・すき・きらい・きらい・きらい・すき。」（編曲・ギター）

### ジャニーズ事務所関連
近藤真彦
- 「上海慕情」（編曲）

少年隊
- 「Let Me Love You」（編曲）
- 「Sweet Delivery」（編曲）

TOKIO
- 「Sugarless LOVE」（編曲）

V6
- V6
  - 「僕らの手のひら」（編曲）
  - 「一生で最後の恋」（編曲）
  - 「心からの歌」（編曲）
  - 「I CAN」（編曲）
  - 「Feelin’ Alone」（編曲）

- 20th Century
  - 「FLY TO THE WORLD!」（編曲）
  - 「夏のメモリー」（編曲）
  - 「Knock me Real」（編曲

KinKi Kids
- KinKi Kids
  - 「ふたつの引力」（作曲・編曲）
  - 「10 years」（作曲・編曲）
  - 「NOASIS 〜愛の旅人〜」（作曲・編曲）
  - 「hesitated」（編曲）
  - 「Loving」（編曲）
  - 「Tears」（編曲）
  - 「君と僕のうた」（編曲）
  - 「キミは泣いてツヨくなる」（編曲）
  - 「Peaceful World」（編曲）
  - 「Back Fire」（作曲・編曲）
  - 「永遠の日々…」（鶴田海生と共編曲）
  - 「WINTER KILL」（林部直樹と共編曲・キーボード）
  - 「恋涙」（編曲・プログラミング・キーボード）
  - 「In My Heart」（編曲・プログラミング・キーボード）
  - 「真冬のパンセ」（作曲）
  - 「風の色」（上松範康と共編曲・キーボード）
  - 「足音」（編曲・キーボード）
  - 「憂鬱と虹」（編曲）
  - 「僕が生まれた日」（編曲・キーボード）
  - 「3－2－1」（宮崎歩と共編曲）
  - 「HAKKA CANDY」（編曲・キーボード）
  - 「鉄塔の下で」（編曲）
  - 「運命論」（編曲）
  - 「切ないね」（編曲）

- 堂本光一
  - 「愛の十字架 〜Promise 2U〜」（編曲）
  - 「One more XXX...」（編曲）
  - 「SNAKE」（編曲）
  - 「Shadows On The Floor」（編曲）
  - 「Love Shines」（編曲）
  - 「SOLITARY」（編曲）
  - 「No more -ver.DK-」（編曲）
  - 「invisible」（編曲）
  - 「A Silent Night」（編曲）
  - 「I Just Want You」（編曲）

- 堂本剛
  - 「心の恋人」（編曲）

嵐
- 「ナイスな心意気」（編曲）
- 「冬のニオイ」（編曲）
- 「ONLY LOVE」（編曲）
- 「言葉より大切なもの」（編曲）
- 「PIKA★★NCHI DOUBLE」（編曲）
- 「EYES WITH DELIGHT」（編曲）
- 「RAINBOW」（編曲）
- 「Hero」（編曲）
- 「サクラ咲ケ」（編曲）
- 「素晴らしき世界」（編曲）
- 「いつかのSummer」（相葉雅紀/編曲）
- 「秘密」（二宮和也/編曲）
- 「Ready To Fly」（編曲）
- 「アオゾラペダル」（編曲）
- 「LIFE」（編曲）
- 「冬を抱きしめて」（編曲）
- 「シリウス」（編曲・キーボード・プログラミング）
- 「Hello Goodbye」（相葉雅紀/編曲）
- 「One Love」（編曲）
- 「明日の記憶」（佐々木博史と共編曲）
- 「season」（編曲）
- 「ever」（編曲）
- 「虹のカケラ 〜no rain, no rainbow〜」（編曲）
- 「Joy」（編曲）
- 「ふたりのカタチ」（編曲）
- 「Your Eyes」（編曲）
- 「駆け抜けろ!」（編曲）
- 「Calling」（編曲）
- 「CONFUSION」（編曲）
- 「Hit the floor」（大野智/編曲）
- 「Dance in the dark」（松本潤/編曲/Pieni tonttu名義）
- 「Bittersweet」（編曲）
- 「GUTS !」（編曲）
- 「おかえり」（編曲）
- 「Zero-G」（編曲）
- 「STAY GOLD」（松本潤/Shinnosuke, Captain Bと共編曲/Pieni tonttu名義）
- 「Rise and Shine」（編曲）
- 「君への想い」（編曲）
- 「Don't you love me?」（松本潤/編曲）
- 「Rolling days」（櫻井翔/編曲/Pieni tonttu名義）
- 「伝えたいこと」（編曲/Pieni tonttu名義）
- 「Bang Bang」（編曲）
- 「I seek」（編曲）
- 「Ups and Downs」（編曲/Pieni tonttu名義)
- 「Sunshine」（櫻井翔/編曲)
- 「Green Light」（編曲）
- 「街角の恋人たち」（編曲）
- 「Count on me」（編曲）
- 「BRAVE」（編曲）
- 「Sounds of Joy」（編曲）
- 「Do you...?」（編曲）

タッキー&翼
- 「愛したがり」（作曲・編曲）

NEWS
- 「Private Hearts」（編曲）
- 「忘れないさ〜LIFE GOES ON〜」（編曲）
- 「2人/130000000の奇跡」（編曲）
- 「Lovin'U」（編曲）
- 「whis･per」（編曲）
- 「「生きろ」」（ヒロイズムと共編曲）
- 「カナリヤ」（U-KIRIN, きみどりと共編曲）
- 「未来へ」（ヒロイズムと共編曲）
- 「LOSER」（ヒロイズム, U-KIRINと共編曲）
- 「カノン」（ヒロイズムと共編曲）
- 「Coda」（ヒロイズムと共編曲）
- 「ハレルヤ」（ヒロイズムと共編曲）
- 「Alien」（10pm, SHO-Sensei!!と共編曲）
- 「hanami」（増田貴久/ヒロイズムと共編曲）
- 「ギフテッド」（共編曲）

テゴマス
- 「青いベンチ」（編曲）
- 「シュプレヒコール」（編曲）
- 「花に想いを」（編曲）
- 「パスタ」（編曲）
- 「魔法のメロディ」（編曲）
- 「いつかの街」（編曲）
- 「ヒカリ」（編曲）
- 「きれいごと」（編曲・オルガン）

関ジャニ∞
- 「それでイイんじゃない」（編曲）
- 「地元の王様」（作曲・編曲）
- 「One's shadow」（編曲）
- 「サムライブルース」（編曲）
- 「未来の向こうへ」（編曲）

KAT-TUN
- 「BLUE TUESDAY」（編曲）
- 「愛はいつも追いかけるモノ」（高橋哲也と共作曲）
- 「4U」（編曲/Pieni tonttu名義）
- 「SUNRISE」（編曲/Pieni tonttu名義）
- 「クロサンドラ」（編曲）
- 「Womanizer」（共作曲・編曲）（作曲はmiwaflowerと共作）

亀と山P
- 「背中越しのチャンス」（編曲）

Hey! Say! 7
- 「Iをくれ」（編曲）

Hey! Say! JUMP
- 「俺たちの青春」（編曲）
- 「真夜中のシャドーボーイ」（馬飼野康二と共編曲）
- 「すまいるそんぐ」（編曲）
- 「二人掛けの場所 」（作曲）
- 「Screw」（編曲）
- 「Magic Power」（編曲）
- 「BE ALIVE」（編曲）
- 「スナップ」（編曲）
- 「Go To The Future」（編曲）
- 「Oh! My Jelly! 〜僕らはOK〜」（共作曲・編曲）（作曲はアキダスと共作）
- 「はじまりのメロディ」（編曲）
- 「KAZEKAORU」（編曲）
- 「愛よ、僕を導いてゆけ」（編曲）
- 「Tasty U」（編曲）
- 「スローモーション」（編曲）
- 「KISS Diary」（編曲）
- 「From.」（編曲）
- 「Fantastic Time」（編曲）
- 「Baby I Love You」（編曲）
- 「Our days」（編曲）
- 「スタートデイズ」（編曲）
- 「TO THE TOP」（編曲）
- 「Love Hurricane」（編曲）
- 「ルーレット」（編曲）
- 「Oh! my darling」（山田涼介/編曲）
- 「Summer Romantic」（編曲）
- 「アイノユウヒ」（編曲）
- 「Muah Muah」（編曲・キーボード・プログラミング）
- 「Your Song」（編曲・キーボード・プログラミング）
- 「あなた想い」（編曲）
- 「ドラマチック」（編曲）

NYC
- 「ゆめのタネ」（編曲）
- 「よく遊びよく学べ」（編曲）
- 「ユメタマゴ」（編曲）

NYC boys
- 「NYC」（編曲）

Kis-My-Ft2
- 「ズッキューン」（編曲）
- 「真夏と太陽」（編曲）
- 「Innocent」（編曲）
- 「Good-bye, Thank you」（編曲）
- 「Strawberry Dance」（編曲）
- 「いいね!」（編曲）
- 「Invitation」（編曲）
- 「# NO!NO!」（玉森裕太・二階堂高嗣/編曲）

Sexy Zone
- 「キミのため ボクがいる」（編曲）
- 「おなじ空の下」（編曲）
- 「2020 Come on to Tokyo」（編曲）
- 「Keep The Challenge」（編曲）
- 「Hachidori」（編曲）
- 「Cha-Cha-Cha チャンピオン」（編曲）
- 「イノセントデイズ」（編曲）
- 「Bilieve my dream」（編曲）
- 「君と…Milky way」（編曲）
- 「Be Free」（編曲）
- 「誰にも解けないミステリー」（編曲）
- 「フレンド」（編曲）
- 「STAGE」（編曲）
- 「Sunshinesmile」（編曲）
- 「会いたいよ」（編曲）
- 「La Sexy Woman」（編曲）
- 「BLUE MOMENT」（編曲）
- 「桃色の絶対領域」（編曲）
- 「Story」（共作曲・編曲）（作曲はyouth caseと共作）
- 「Ringa Ringa Ring」（Mans Ekと共編曲）
- 「せめて夢の中でだけは君を抱きしめて眠りたい」（編曲）

A.B.C-Z
- 「ラブレター」（編曲）
- 「Take a "5" Train」（編曲）
- 「Naturally」（編曲）
- 「Endless Summer Magic」（編曲）
- 「Forget How To Forget」（編曲）
- 「Sweet Addiction」（編曲）
- 「赤い薔薇よ胸の中で咲き誇れ」（編曲）
- 「チューインラブ」（編曲）
- 「恋に落ちたんだ」（編曲）
- 「虹になれるなら」（編曲）
- 「さよならしないと」（編曲）

ジャニーズWEST
- 「シルエット」（編曲）
- 「パイル」（編曲）

King & Prince
- 「ゴールデンアワー」（編曲）
- 「Koiは優しくない」（編曲）
- 「Endroll」（共作曲・編曲）（作曲はyouth caseと共作）
- 「A Little Happiness」（編曲）
- 「Super Positive!!」（共作曲・編曲）（作曲はmiwaflowerと共作）
- 「Romantic」（共作曲・編曲）（作曲はmiwaflowerと共作）
- 「かた結び」（編曲）

Prince（ジャニーズJr.）
- 「Prince Princess」（編曲）

SixTONES
- 「You are the only one」（ジェシー・京本大我/共作曲・編曲）（作曲はYUUKI SANOと共作）

Snow Man
- 「Snow World」（Nobuhiro Taharaと共編曲）
- 「イチバンボシ」（編曲）
- 「ココロヒトツ」（ブラス&ストリングスアレンジ）

なにわ男子
- 「君だけを逃がさない」（編曲）
- 「Welcome to アイラブユー」（編曲）
- 「青春ラプソディ」（辻村有記, 伊藤賢と共編曲）
- 「Prime Time」（編曲）
- 「Wanna be yours」（共作曲・編曲）（作曲はyouth caseと共作）
- 「夕虹」（編曲）
- 「ありふれた恋じゃ、もう満たされない」（編曲）
- 「Don't Worry!!」（編曲）

### アニメ・ゲームソング関連
ときめきメモリアル
- 「over the rainbow」（編曲）
- 「特別なテレパシー」（編曲）